# Ржавитин, Игорь Викторович
Игорь Викторович Ржавитин (1 декабря 1968 — 9 августа 2008) — российский штурман-испытатель, полковник, Герой России.

## Биография
Родился в Дегтярске. Позднее семья переехала в Ревду, где он окончил среднюю школу.
В 1986 году поступил на службу в Военно-воздушные силы СССР, в 1990 году с отличием окончил Челябинское высшее военное авиационное краснознамённое училище штурманов. После выпуска направлен в Северную группу войск (Польша). После вывода российских войск из Польши служил на Дальнем Востоке (Приморский край). Был штурманом самолёта Су-24, штурманом звена, с 1996 года — помощником штурмана бомбардировочной эскадрильи.
В 1997—1998 годах учился в Центре подготовки лётчиков-испытателей (Ахтубинск), после выпуска остался в Государственном лётно-испытательном центре старшим штурманом-испытателем эскадрильи службы лётных испытаний. За время работы в ГЛИЦ освоил более 20 типов самолётов, участвовал в государственных лётных испытаниях Су-27ИБ.

## Участие в боевых действиях
С 1999 года принимал участие во Второй чеченской войне, выполнив ряд специальных заданий. В 2007 году награждён орденом «За военные заслуги».
Погиб в ходе войны в Грузии, когда 9 августа 2008 года в составе группы из трёх самолётов выполнял задачу по разведке и подавлению грузинских огневых точек в районе Цхинвала. По сообщению ряда источников (в частности, журнала «Авиапарк», «Областной газеты» Свердловской области и интернет-сайта «Герои страны»), во время вылета самолёт Су-24 был поражён зенитной ракетой (предположительно ЗРК «Бук»). Оба члена экипажа катапультировались; командир экипажа полковник Игорь Зинов попал в плен, у Игоря Ржавитина при катапультировании загорелся парашют, и он разбился. Следует отметить, что Министерство обороны России официально не сообщало о потере в ходе войны в Грузии самолётов типа Су-24. В то же время известны имена всех членов экипажей четырёх самолётов, потеря которых была официально подтверждена; Ржавитина и Зинова среди них нет.

## Награды
- Герой Российской Федерации (посмертно) (11.09.2008, медаль «Золотая Звезда» № 923).
- Орден «За военные заслуги» (2007).
- Орден «Уацамонга» (20.02.2019, Южная Осетия) — за мужество и героизм, проявленные при отражении агрессии Грузии против народа Южной Осетии в августе 2008 года[5].
- Медали.

## Семья
У него остались мать, отец, жена и двое детей, сын Денис и дочь Мария.

## Память

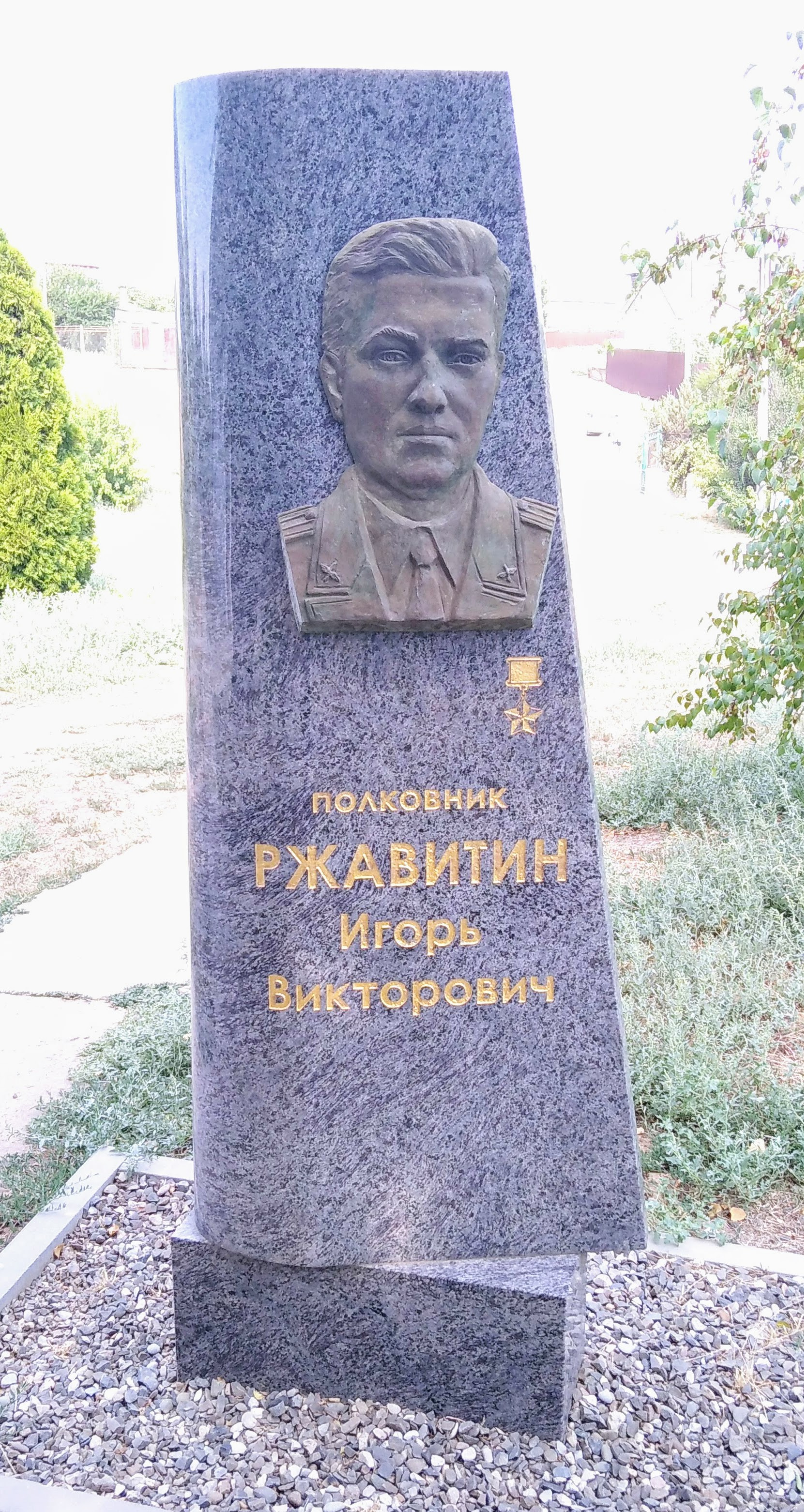
Стела Игоря Ржавитина, г. Ахтубинск

- Игорю Ржавитину посмертно присвоено звание «Почётный гражданин Ревды», его именем названа ревдинская средняя школа № 3[6].
- Имя Игоря Ржавитина присвоено самолёту Ту-134Ш Филиала Военного учебно-научного центра Военно-воздушных Сил «Военно-воздушной академии имени профессора Н. Е. Жуковского и Ю. А. Гагарина» в Челябинске (2021).[7]
- В родном городе Дегтярск названа улица в честь Игоря Ржавитина.[8]
- В Ахтубинске на мемориальном комплексе «Крыло Икара» установлена стела[9].